# Mauro Ivaldi
Pour les articles homonymes, voir Ivaldi.
Mauro Ivaldi, né en 1942 à Milan et mort en 1984, est un réalisateur et scénariste italien.

## Biographie
Ivaldi est le mari de la chanteuse et actrice Carmen Villani et il a mis en scène cinq films avec elle dans le rôle principal entre 1973 et 1978 ; il a également écrit le scénario du dernier, L'anello matrimoniale. Après quelques autres, pour la plupart à caractère érotique, et d'autres travaux avec sa femme pour la télévision espagnole, il a quitté le métier en 1983.

## Filmographie

### Réalisateur
- 1973 : Brigitte, Laura, Ursula, Monica, Raquel, Litz, Maria, Florinda, Barbara, Claudia e Sofia, le chiamo tutte "anima mia"
- 1975 : L'amica di mia madre (it)
- 1976 : Ecco lingua d'argento (it)
- 1977 : Grazie tante arrivederci (it)
- 1979 : L'anello matrimoniale (it)

### Scénariste
- 1973 : Brigitte, Laura, Ursula, Monica, Raquel, Litz, Maria, Florinda, Barbara, Claudia e Sofia, le chiamo tutte "anima mia"
- 1975 : L'amica di mia madre (it)
- 1976 : Ecco lingua d'argento (it)
- 1979 : L'anello matrimoniale (it)
- 1979 : Polvos mágicos de José Ramón Larraz
- 1980 : Contes pervers de Régine Deforges et Michel Lemoine